# 経済局 (外務省)
経済局（けいざいきょく、Economic Affairs Bureau）は、外務省組織令によって設置された日本国外務省の内部部局の一つ。
対外経済関係に関する外交政策を担当している。

## 所掌事務
- 国際経済の基本的ルール策定への参画に関する事務
- 重層的経済関係の拡充に関する事務
- 経済安全保障の強化に関する事務
- 日本企業への支援に関する事務

## 組織
- 局長
- 審議官(3人)
- 参事官
- 総務課
  - 官民連携推進室
- 経済外交戦略課
- 経済安全保障課
  - 資源安全保障室
  - 漁業室
- 国際貿易課
  - サービス貿易室
  - 知的財産室
- 経済連携課
  - 南東アジア経済連携協定交渉室
  - アジア太平洋経済協力室
  - 投資政策室長
  - 経済協力開発機構室